# Parish of Saint Ann
Parish of Saint Ann är en parish i Jamaica. Den ligger i den centrala delen av landet, 60 km nordväst om huvudstaden Kingston. Antalet invånare är 171 739. Arean är 1 213 kvadratkilometer. Parish of Saint Ann ligger på ön Jamaica.
Terrängen i Parish of Saint Ann är kuperad.
Följande samhällen finns i Parish of Saint Ann:
- Saint Ann's Bay
- Ocho Rios
- Runaway Bay
- Bamboo
- Moneague
- Discovery Bay
- Alexandria